# Ampelocissus obtusata
Ampelocissus obtusata là một loài thực vật hai lá mầm trong họ Nho. Loài này được (Welw. ex Baker) Planch. miêu tả khoa học đầu tiên năm 1885.